# Funnyface
#Funnyface (Eigenschreibweise: #funnyFACE) ist ein spanisch-deutscher Horrorfilm von Marcel Walz aus dem Jahr 2015. Er ist dem Subgenre Found Footage zuzuordnen.

## Handlung
Niclas und Franzi verbringen ihre Flitterwochen in einer von den Schwiegereltern bezahlten Finca auf Palma de Mallorca. Sie haben beschlossen, den Trip per Handyvideos und GoPro zu dokumentieren. Alles läuft gut, bis sie in einem kleinen Städtchen auf eine als Harlekin verkleidete Pantomime treffen. Als sie zurück in ihre Wohnung kehren, hat dort jemand den Spiegel mit einem Hashtag #funnyFace versehen. Franzi will die Polizei rufen, doch Niclas will sich ihren Urlaub nicht vermiesen lassen. 
In der Nacht werden sie von Geräuschen geweckt. Im Heimkino der Finca finden sie eine laufende Übertragung eines Videos ihres Urlaubs vor, das anscheinend auf einer Website übertragen wird. Eingeblendet wird dann ein grausiger Mord an einer anderen Urlauberin. Anschließend gibt sich der Harlekin zu erkennen und tötet zunächst Niclas mit einem Kehlenschnitt. Franzi versteckt sich in einem Getreidefeld, wird jedoch ebenfalls von Funnyface getötet.
Anschließend berichtet ein Vlogger über das gerade gesehene Video. Er hält es für ein Snuff-Video und erbittet die Meinung seiner Fans.

## Hintergrund
Der Film entstand 2015 auf Originalschauplätzen auf Palma de Mallorca. Chronologisch handelt es sich innerhalb Macel Walz’ Schaffen um einen Film zwischen seiner ersten Hollywood-Produktion Seed 2, der mehr oder weniger floppte, und seinem Durchbruch in Hollywood, Blood Feast 2, einer Quasi-Fortsetzung zu Blood Feast (1963) von Herschell Gordon Lewis. Walz selbst verstand den Film als Experiment, nachdem er nach Seed 2 eher wieder zu seinen Anfängen als Splatter-Regisseur in den deutschen Underground zurückgekehrt war. Dementsprechend enthält der Film auch nur eine Splatter-Szene, während der Rest des Films auf unnötige Gewaltszenen verzichtete. Bis zur Hälfte des Films handelt es sich um einen Found-Footage-Film, während die Szenen ab dem Twist eher im Stil eines Home-Invasion-Films beziehungsweise eines Slashers gestaltet sind.
Obwohl der Film bereits 2015 realisiert wurde, entschied sich Walz ihn, abgesehen von einer Premiere auf dem Festival Weekend of Horrors und der Versendung von einem YouTube-Pressescreener, erst später zu veröffentlichen. Dies hing vor allem mit der Veröffentlichung von Blood Feast 2 zusammen, der in den Vereinigten Staaten eine Kinoauswertung erfuhr. Der Film erschien schließlich am 3. Dezember 2019 als Mediabook über das österreichische Label 8Films.

## Kritiken
Der Film erhielt nur wenige Kritiken. So schrieb die Fanseite SplatGore: „In den meisten Slasherfilmen geizt man ja nicht mit Blut. Hier hält man sich aber sehr bedeckt, aber auf der anderen Seite funktioniert der Film auch so gut. Man setzt viel mehr auf Spannung und auf Atmosphäre, als auf Blut – was auch super wichtig ist und gerade in den spannenden Momenten kann man nur den Hut ziehen. Die Umsetzung hier ist auch wieder gut geworden. Der Rest des Filmes ist ganz akzeptabel (wie gesagt man hat eben alles schon einmal gesehen).“ MarS von Sofahelden.de schrieb „Insgesamt fehlt es dem Film leider an genretypischem Gore und auch an Nacktheit, was #funnyFace im Gesamtbild mit Sicherheit sehr gut zu Gesicht gestanden und die gesamte Inszenierung noch einmal abgerundet hätte. (…) Die Geschichte selbst erfindet das Rad auf keinen Fall neu und dient mehr als Mittel zum Zweck, wer allerdings bis nach dem Abspann dran bleibt, wird noch einmal mit einem netten Twist belohnt.“